# La Cadièira e Cambon
La Cadièira e Cambon (en francès La Cadière-et-Cambo) és un municipi francès situat al departament del Gard i a la regió d'Occitània.